# Pierre Étienne Rémillieux
Pierre Étienne Rémillieux (* 14. April 1811 in Vienne; † 9. Februar 1856 in Lyon) war ein französischer Maler.

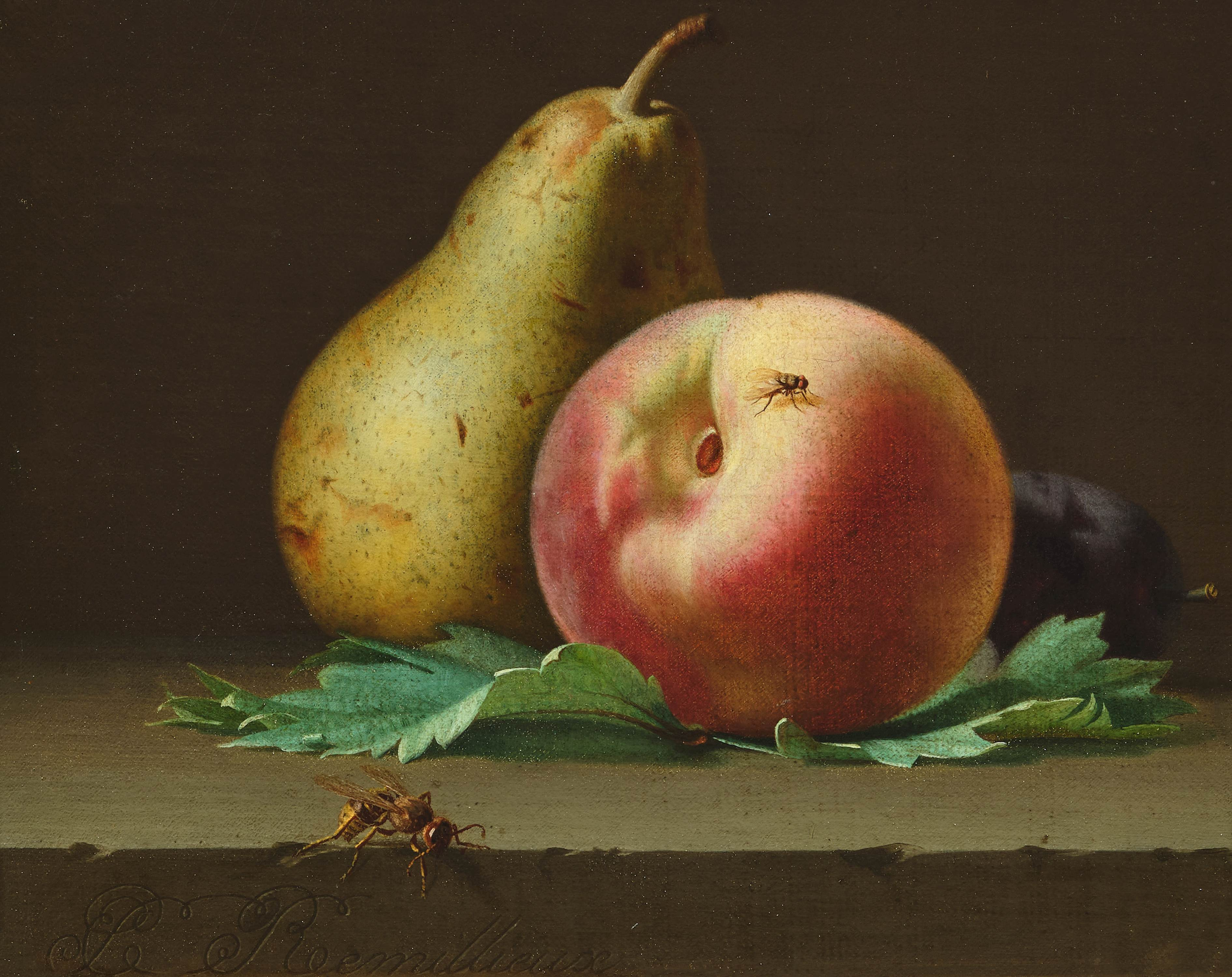
P. E. Rémillieux: Früchtestillleben

Er war Schüler von Claude Bonnefond und Augustin Thiérrat in der École nationale des beaux-arts de Lyon. Er stellte im Salon de Paris aus und gewann dort eine Medaille der zweiten Kategorie (1847) und eine Medaille der dritten Kategorie (1841).

## Bilder in Museen
- Lyon, Musée des Beaux-Arts, Groupe de fleurs dans une coupe de fleurs, Fleurs et fruits,
- Montpellier, Musée Fabre, Vase de Fleurs.

## Bilder auf Auktionen
- Paris, 18. Dezember 1995: Enfant posant devant une balustrade et tenant un arc et une flèche, huile sur toile, 23 000 FF.
- New York, Sotheby’s, 24. Oktober 1996: Poire, pêches et prunes sur un entablement, huile sur toile, 9 200 $

## Quelle
- Gazette des Beaux-Arts, 1861, volume 10, 104, 165.
- Elisabeth Hardouin-Fugier et Etienne Graffe, Les Peintres de fleurs en France de Redouté à Redon, Les Éditions de l’amateur, Paris, 1992.

| Personendaten    | Personendaten              |
| ---------------- | -------------------------- |
| NAME             | Rémillieux, Pierre Étienne |
| KURZBESCHREIBUNG | französischer Maler        |
| GEBURTSDATUM     | 14. April 1811             |
| GEBURTSORT       | Vienne                     |
| STERBEDATUM      | 9. Februar 1856            |
| STERBEORT        | Lyon                       |